# Stephen Schwartz (patòleg)
Stephen M. Schwartz (1941 - 17 de març de 2020) va ser un patòleg nord-americà de la Universitat de Washington. Va investigar la biologia vascular, investigant l'estructura dels vasos sanguinis i les cèl·lules musculars suaus.

## Biografia
Schwartz va obtenir una llicenciatura en biologia a la Universitat Harvard en 1963 i un doctorat en medicina de la Universitat de Boston en 1967. Va començar una estada a la Universitat de Washington el 1967, també obtingué el doctorat en patologia de la institució el 1973. Va ser el Cap Associat de Patologia al Centre Mèdic de la Marina dels Estats Units d'Amèrica entre el 1973 i el 1974.
A la Universitat de Washington va ser professor ajudant de patologia de 1974 a 1979, professor associat de 1979 a 1984, i després professor titular des de 1984 fins a la seva mort. Va ser professor adjunt en els departaments de medicina i bioenginyeria. Va ajudar a fundar l'Organització de Biologia Vascular d'Amèrica de Nord i a crear el Premi Earl P. Bendit, que va rebre el 2001.
Va morir als 78 anys el 17 de març de 2020 a conseqüència de la COVID-19.